# Liste der denkmalgeschützten Objekte in Sebechleby
Die Liste der denkmalgeschützten Objekte in Sebechleby enthält die 97 nach slowakischen Denkmalschutzvorschriften geschützten Objekte in der Gemeinde Sebechleby im Okres Krupina.

## Denkmäler
| Foto |                 | Denkmal / č. ÚZPF                          | Standort / Konskr. Nr.                                   | Offizielle Beschreibung                              | Beschreibung                           | Metadaten                                                                |
| ---- | --------------- | ------------------------------------------ | -------------------------------------------------------- | ---------------------------------------------------- | -------------------------------------- | ------------------------------------------------------------------------ |
| ja   | Datei hochladen | Denkmal auf Säule(sk) ObjektID: 605-1178/0 | Standort KG: Sebechleby Konskr.Nr.:                      | padlí v I.+II.sv.v.                                  | Für die Gefallenen der WK              | č. NKP: 605-1178/0 Stand des NKP: 2012-02-08 Name: POMNÍK SO SOCHOU      |
| ja   | Datei hochladen | Säule und Relief(sk) ObjektID: 605-2268/1  | Standort KG: Sebechleby Konskr.Nr.:                      | štvorboký,sv.Florián - pilier s reliéfom sv.Floriána | St. Florian                            | č. NKP: 605-2268/1 Stand des NKP: 2012-02-08 Name: PILIER S RELIÉFOM     |
| ja   | Datei hochladen | Statue(sk) ObjektID: 605-2268/2            | Standort KG: Sebechleby Konskr.Nr.:                      | sv.Vendelín - socha sv.Vendelína                     | St. Wendelin                           | č. NKP: 605-2268/2 Stand des NKP: 2012-02-08 Name: SOCHA                 |
| ja   | Datei hochladen | Statue(sk) ObjektID: 605-2686/0            | Standort KG: Sebechleby Konskr.Nr.:                      | sv.Trojica                                           | Heilige Dreifaltigkeit                 | č. NKP: 605-2686/0 Stand des NKP: 2012-02-08 Name: SÚSOŠIE               |
| ja   | Datei hochladen | Kirche(sk) ObjektID: 605-1112/0            | 328 Standort KG: Sebechleby Konskr.Nr.: 328              | r.k.sv.Michala                                       | römisch-katholische Kirche St. Michael | č. NKP: 605-1112/0 Stand des NKP: 2012-02-08 Name: KOSTOL                |
|      | Datei hochladen | Weinkeller(sk) ObjektID: 605-1919/1        | Stará hora 81 KG: Sebechleby Konskr.Nr.: 303             | 0                                                    |                                        | č. NKP: 605-1919/1 Stand des NKP: 2012-02-08 Name: PIVNICA VÍNNA         |
|      | Datei hochladen | Weinkeller(sk) ObjektID: 605-1919/2        | Stará hora 84 KG: Sebechleby Konskr.Nr.: 334             | 0                                                    |                                        | č. NKP: 605-1919/2 Stand des NKP: 2012-02-08 Name: PIVNICA VÍNNA         |
|      | Datei hochladen | Weinkeller(sk) ObjektID: 605-1919/3        | Stará hora 10 KG: Sebechleby Konskr.Nr.: 345             | 0                                                    |                                        | č. NKP: 605-1919/3 Stand des NKP: 2012-02-08 Name: PIVNICA VÍNNA         |
|      | Datei hochladen | Weinkeller(sk) ObjektID: 605-1919/5        | Stará hora 193 KG: Sebechleby Konskr.Nr.: 267            | 0                                                    |                                        | č. NKP: 605-1919/5 Stand des NKP: 2012-02-08 Name: PIVNICA VÍNNA         |
|      | Datei hochladen | Weinkeller(sk) ObjektID: 605-1919/6        | Stará hora 206 KG: Sebechleby Konskr.Nr.: 304            | 0                                                    |                                        | č. NKP: 605-1919/6 Stand des NKP: 2012-02-08 Name: PIVNICA VÍNNA         |
|      | Datei hochladen | Weinhauerhaus(sk) ObjektID: 605-3539/0     | Stará hora 259 KG: Sebechleby Konskr.Nr.: 259            |                                                      |                                        | č. NKP: 605-3539/0 Stand des NKP: 2012-02-08 Name: DOM VINOHRADNÍCKY     |
| ja   | Datei hochladen | Weinhauerhaus(sk) ObjektID: 605-3549/0     | Stará hora 298 Standort KG: Sebechleby Konskr.Nr.: 298   |                                                      |                                        | č. NKP: 605-3549/0 Stand des NKP: 2012-02-08 Name: DOM VINOHRADNÍCKY     |
| ja   | Datei hochladen | Weinhauerhaus(sk) ObjektID: 605-3560/0     | Stará hora 302 KG: Sebechleby Konskr.Nr.: 302            |                                                      |                                        | č. NKP: 605-3560/0 Stand des NKP: 2012-02-08 Name: DOM VINOHRADNÍCKY     |
| ja   | Datei hochladen | Weinhauerhaus(sk) ObjektID: 605-3561/0     | Stará hora 303 Standort KG: Sebechleby Konskr.Nr.: 303   |                                                      |                                        | č. NKP: 605-3561/0 Stand des NKP: 2012-02-08 Name: DOM VINOHRADNÍCKY     |
| ja   | Datei hochladen | Weinhauerhaus(sk) ObjektID: 605-3558/0     | Stará hora 306 Standort KG: Sebechleby Konskr.Nr.: 306   |                                                      |                                        | č. NKP: 605-3558/0 Stand des NKP: 2012-02-08 Name: DOM VINOHRADNÍCKY     |
|      | Datei hochladen | Weinhauerhaus(sk) ObjektID: 605-3606/0     | Stará hora 361 KG: Sebechleby Konskr.Nr.: 361            | Pivnica                                              |                                        | č. NKP: 605-3606/0 Stand des NKP: 2012-02-08 Name: DOM VINOHRADNÍCKY     |
| ja   | Datei hochladen | Weinhauerhaus(sk) ObjektID: 605-3597/0     | Stará hora 906 Standort KG: Sebechleby Konskr.Nr.: 906   |                                                      |                                        | č. NKP: 605-3597/0 Stand des NKP: 2012-02-08 Name: DOM VINOHRADNÍCKY     |
| ja   | Datei hochladen | Weinhauerhaus(sk) ObjektID: 605-3596/0     | Stará hora 908 Standort KG: Sebechleby Konskr.Nr.: 908   | kamen                                                |                                        | č. NKP: 605-3596/0 Stand des NKP: 2012-02-08 Name: DOM VINOHRADNÍCKY     |
| ja   | Datei hochladen | Weinhauerhaus(sk) ObjektID: 605-3595/0     | Stará hora 909 KG: Sebechleby Konskr.Nr.: 909            |                                                      |                                        | č. NKP: 605-3595/0 Stand des NKP: 2012-02-08 Name: DOM VINOHRADNÍCKY     |
| ja   | Datei hochladen | Weinhauerhaus(sk) ObjektID: 605-3599/0     | Stará hora 911 KG: Sebechleby Konskr.Nr.: 911            |                                                      |                                        | č. NKP: 605-3599/0 Stand des NKP: 2012-02-08 Name: DOM VINOHRADNÍCKY     |
| ja   | Datei hochladen | Weinhauerhaus(sk) ObjektID: 605-3598/0     | Stará hora 912 Standort KG: Sebechleby Konskr.Nr.: 912   |                                                      |                                        | č. NKP: 605-3598/0 Stand des NKP: 2012-02-08 Name: DOM VINOHRADNÍCKY     |
| ja   | Datei hochladen | Weinhauerhaus(sk) ObjektID: 605-3594/0     | Stará hora 918 Standort KG: Sebechleby Konskr.Nr.: 918   |                                                      |                                        | č. NKP: 605-3594/0 Stand des NKP: 2012-02-08 Name: DOM VINOHRADNÍCKY     |
| ja   | Datei hochladen | Weinhauerhaus(sk) ObjektID: 605-3593/0     | Stará hora 919 Standort KG: Sebechleby Konskr.Nr.: 919   |                                                      |                                        | č. NKP: 605-3593/0 Stand des NKP: 2012-02-08 Name: DOM VINOHRADNÍCKY     |
| ja   | Datei hochladen | Weinhauerhaus(sk) ObjektID: 605-3591/0     | Stará hora 920 Standort KG: Sebechleby Konskr.Nr.: 920   |                                                      |                                        | č. NKP: 605-3591/0 Stand des NKP: 2012-02-08 Name: DOM VINOHRADNÍCKY     |
| ja   | Datei hochladen | Weinhauerhaus(sk) ObjektID: 605-3592/0     | Stará hora 922 Standort KG: Sebechleby Konskr.Nr.: 922   |                                                      |                                        | č. NKP: 605-3592/0 Stand des NKP: 2012-02-08 Name: DOM VINOHRADNÍCKY     |
| ja   | Datei hochladen | Weinhauerhaus(sk) ObjektID: 605-3590/0     | Stará hora 923 Standort KG: Sebechleby Konskr.Nr.: 923   |                                                      |                                        | č. NKP: 605-3590/0 Stand des NKP: 2012-02-08 Name: DOM VINOHRADNÍCKY     |
| ja   | Datei hochladen | Weinhauerhaus(sk) ObjektID: 605-3589/0     | Stará hora 924 Standort KG: Sebechleby Konskr.Nr.: 924   |                                                      |                                        | č. NKP: 605-3589/0 Stand des NKP: 2012-02-08 Name: DOM VINOHRADNÍCKY     |
| ja   | Datei hochladen | Weinhauerhaus(sk) ObjektID: 605-3600/1     | Stará hora 928 Standort KG: Sebechleby Konskr.Nr.: 928   |                                                      |                                        | č. NKP: 605-3600/1 Stand des NKP: 2012-02-08 Name: DOM VINOHRADNÍCKY     |
| ja   | Datei hochladen | Weinkeller(sk) ObjektID: 605-3600/2        | Stará hora 929 Standort KG: Sebechleby Konskr.Nr.: 929   |                                                      |                                        | č. NKP: 605-3600/2 Stand des NKP: 2012-02-08 Name: PIVNICA VÍNNA         |
| ja   | Datei hochladen | Weinhauerhaus(sk) ObjektID: 605-3601/0     | Stará hora 930 Standort KG: Sebechleby Konskr.Nr.: 930   |                                                      |                                        | č. NKP: 605-3601/0 Stand des NKP: 2012-02-08 Name: DOM VINOHRADNÍCKY     |
| BW   | Datei hochladen | Weinhauerhaus(sk) ObjektID: 605-3602/0     | Stará hora 936 Standort KG: Sebechleby Konskr.Nr.: 936   |                                                      |                                        | č. NKP: 605-3602/0 Stand des NKP: 2012-02-08 Name: DOM VINOHRADNÍCKY     |
| BW   | Datei hochladen | Weinhauerhaus(sk) ObjektID: 605-3603/0     | Stará hora 937 Standort KG: Sebechleby Konskr.Nr.: 937   |                                                      |                                        | č. NKP: 605-3603/0 Stand des NKP: 2012-02-08 Name: DOM VINOHRADNÍCKY     |
| BW   | Datei hochladen | Weinhauerhaus(sk) ObjektID: 605-3604/0     | Stará hora 938 Standort KG: Sebechleby Konskr.Nr.: 938   |                                                      |                                        | č. NKP: 605-3604/0 Stand des NKP: 2012-02-08 Name: DOM VINOHRADNÍCKY     |
| BW   | Datei hochladen | Weinhauerhaus(sk) ObjektID: 605-3605/0     | Stará hora 939 Standort KG: Sebechleby Konskr.Nr.: 939   |                                                      |                                        | č. NKP: 605-3605/0 Stand des NKP: 2012-02-08 Name: DOM VINOHRADNÍCKY     |
| ja   | Datei hochladen | Weinhauerhaus(sk) ObjektID: 605-3544/0     | Stará hora 954 Standort KG: Sebechleby Konskr.Nr.: 954   |                                                      |                                        | č. NKP: 605-3544/0 Stand des NKP: 2012-02-08 Name: DOM VINOHRADNÍCKY     |
| ja   | Datei hochladen | Weinhauerhaus(sk) ObjektID: 605-3543/0     | Stará hora 956 KG: Sebechleby Konskr.Nr.: 956            |                                                      |                                        | č. NKP: 605-3543/0 Stand des NKP: 2012-02-08 Name: DOM VINOHRADNÍCKY     |
| ja   | Datei hochladen | Weinhauerhaus(sk) ObjektID: 605-3542/0     | Stará hora 957 Standort KG: Sebechleby Konskr.Nr.: 957   |                                                      |                                        | č. NKP: 605-3542/0 Stand des NKP: 2012-02-08 Name: DOM VINOHRADNÍCKY     |
| ja   | Datei hochladen | Weinhauerhaus(sk) ObjektID: 605-3540/0     | Stará hora 958 Standort KG: Sebechleby Konskr.Nr.: 958   |                                                      |                                        | č. NKP: 605-3540/0 Stand des NKP: 2012-02-08 Name: DOM VINOHRADNÍCKY     |
| ja   | Datei hochladen | Weinhauerhaus(sk) ObjektID: 605-3538/0     | Stará hora 960 Standort KG: Sebechleby Konskr.Nr.: 960   |                                                      |                                        | č. NKP: 605-3538/0 Stand des NKP: 2012-02-08 Name: DOM VINOHRADNÍCKY     |
| ja   | Datei hochladen | Weinhauerhaus(sk) ObjektID: 605-3541/0     | Stará hora 961 Standort KG: Sebechleby Konskr.Nr.: 961   |                                                      |                                        | č. NKP: 605-3541/0 Stand des NKP: 2012-02-08 Name: DOM VINOHRADNÍCKY     |
| ja   | Datei hochladen | Weinhauerhaus(sk) ObjektID: 605-3587/0     | Stará hora 963 Standort KG: Sebechleby Konskr.Nr.: 963   |                                                      |                                        | č. NKP: 605-3587/0 Stand des NKP: 2012-02-08 Name: DOM VINOHRADNÍCKY     |
| ja   | Datei hochladen | Weinhauerhaus(sk) ObjektID: 605-3536/0     | Stará hora 964 Standort KG: Sebechleby Konskr.Nr.: 964   |                                                      |                                        | č. NKP: 605-3536/0 Stand des NKP: 2012-02-08 Name: DOM VINOHRADNÍCKY     |
| ja   | Datei hochladen | Weinhauerhaus(sk) ObjektID: 605-3537/0     | Stará hora 965 Standort KG: Sebechleby Konskr.Nr.: 965   |                                                      |                                        | č. NKP: 605-3537/0 Stand des NKP: 2012-02-08 Name: DOM VINOHRADNÍCKY     |
| ja   | Datei hochladen | Weinhauerhaus(sk) ObjektID: 605-3526/0     | Stará hora 967 Standort KG: Sebechleby Konskr.Nr.: 967   |                                                      |                                        | č. NKP: 605-3526/0 Stand des NKP: 2012-02-08 Name: DOM VINOHRADNÍCKY     |
| ja   | Datei hochladen | Weinhauerhaus(sk) ObjektID: 605-3527/0     | Stará hora 969 Standort KG: Sebechleby Konskr.Nr.: 969   |                                                      |                                        | č. NKP: 605-3527/0 Stand des NKP: 2012-02-08 Name: DOM VINOHRADNÍCKY     |
| ja   | Datei hochladen | Weinhauerhaus(sk) ObjektID: 605-3528/0     | Stará hora 970 Standort KG: Sebechleby Konskr.Nr.: 970   |                                                      |                                        | č. NKP: 605-3528/0 Stand des NKP: 2012-02-08 Name: DOM VINOHRADNÍCKY     |
| ja   | Datei hochladen | Weinhauerhaus(sk) ObjektID: 605-3529/0     | Stará hora 976 KG: Sebechleby Konskr.Nr.: 976            |                                                      |                                        | č. NKP: 605-3529/0 Stand des NKP: 2012-02-08 Name: DOM VINOHRADNÍCKY     |
| ja   | Datei hochladen | Weinhauerhaus(sk) ObjektID: 605-3530/0     | Stará hora 977 Standort KG: Sebechleby Konskr.Nr.: 977   |                                                      |                                        | č. NKP: 605-3530/0 Stand des NKP: 2012-02-08 Name: DOM VINOHRADNÍCKY     |
| ja   | Datei hochladen | Weinhauerhaus(sk) ObjektID: 605-3531/0     | Stará hora 978 Standort KG: Sebechleby Konskr.Nr.: 978   |                                                      |                                        | č. NKP: 605-3531/0 Stand des NKP: 2012-02-08 Name: DOM VINOHRADNÍCKY     |
| ja   | Datei hochladen | Weinhauerhaus(sk) ObjektID: 605-3532/0     | Stará hora 979 Standort KG: Sebechleby Konskr.Nr.: 979   |                                                      |                                        | č. NKP: 605-3532/0 Stand des NKP: 2012-02-08 Name: DOM VINOHRADNÍCKY     |
| ja   | Datei hochladen | Weinhauerhaus(sk) ObjektID: 605-3533/0     | Stará hora 980 Standort KG: Sebechleby Konskr.Nr.: 980   |                                                      |                                        | č. NKP: 605-3533/0 Stand des NKP: 2012-02-08 Name: DOM VINOHRADNÍCKY     |
| ja   | Datei hochladen | Weinhauerhaus(sk) ObjektID: 605-3534/0     | Stará hora 981 Standort KG: Sebechleby Konskr.Nr.: 981   | 0                                                    |                                        | č. NKP: 605-3534/0 Stand des NKP: 2012-02-08 Name: DOM VINOHRADNÍCKY     |
| ja   | Datei hochladen | Weinhauerhaus(sk) ObjektID: 605-3535/0     | Stará hora 982 Standort KG: Sebechleby Konskr.Nr.: 982   |                                                      |                                        | č. NKP: 605-3535/0 Stand des NKP: 2012-02-08 Name: DOM VINOHRADNÍCKY     |
| ja   | Datei hochladen | Weinhauerhaus(sk) ObjektID: 605-3555/0     | Stará hora 983 Standort KG: Sebechleby Konskr.Nr.: 983   |                                                      |                                        | č. NKP: 605-3555/0 Stand des NKP: 2012-02-08 Name: DOM VINOHRADNÍCKY     |
| ja   | Datei hochladen | Weinhauerhaus(sk) ObjektID: 605-3554/0     | Stará hora 986 Standort KG: Sebechleby Konskr.Nr.: 986   |                                                      |                                        | č. NKP: 605-3554/0 Stand des NKP: 2012-02-08 Name: DOM VINOHRADNÍCKY     |
| ja   | Datei hochladen | Weinhauerhaus(sk) ObjektID: 605-3553/0     | Stará hora 988 Standort KG: Sebechleby Konskr.Nr.: 988   |                                                      |                                        | č. NKP: 605-3553/0 Stand des NKP: 2012-02-08 Name: DOM VINOHRADNÍCKY     |
| BW   | Datei hochladen | Weinhauerhaus(sk) ObjektID: 605-3552/0     | Stará hora 989 Standort KG: Sebechleby Konskr.Nr.: 989   |                                                      |                                        | č. NKP: 605-3552/0 Stand des NKP: 2012-02-08 Name: DOM VINOHRADNÍCKY     |
| ja   | Datei hochladen | BÚDA VINOHRADNÍCKA ObjektID: 605-3545/1    | Stará hora 990 Standort KG: Sebechleby Konskr.Nr.: 990   | kamen                                                |                                        | č. NKP: 605-3545/1 Stand des NKP: 2012-02-08 Name: BÚDA VINOHRADNÍCKA    |
| ja   | Datei hochladen | BÚDA VINOHRADNÍCKA ObjektID: 605-3545/2    | Stará hora 991 Standort KG: Sebechleby Konskr.Nr.: 991   | kamen                                                |                                        | č. NKP: 605-3545/2 Stand des NKP: 2012-02-08 Name: BÚDA VINOHRADNÍCKA    |
| ja   | Datei hochladen | BÚDA VINOHRADNÍCKA ObjektID: 605-3545/3    | Stará hora 992 Standort KG: Sebechleby Konskr.Nr.: 992   | kamen                                                |                                        | č. NKP: 605-3545/3 Stand des NKP: 2012-02-08 Name: BÚDA VINOHRADNÍCKA    |
| ja   | Datei hochladen | BÚDA VINOHRADNÍCKA ObjektID: 605-3545/4    | Stará hora 993 Standort KG: Sebechleby Konskr.Nr.: 993   | kamen                                                |                                        | č. NKP: 605-3545/4 Stand des NKP: 2012-02-08 Name: BÚDA VINOHRADNÍCKA    |
| ja   | Datei hochladen | BÚDA VINOHRADNÍCKA ObjektID: 605-3545/5    | Stará hora 994 Standort KG: Sebechleby Konskr.Nr.: 994   | kamen                                                |                                        | č. NKP: 605-3545/5 Stand des NKP: 2012-02-08 Name: BÚDA VINOHRADNÍCKA    |
| ja   | Datei hochladen | Weinhauerhaus(sk) ObjektID: 605-3546/0     | Stará hora 995 Standort KG: Sebechleby Konskr.Nr.: 995   |                                                      |                                        | č. NKP: 605-3546/0 Stand des NKP: 2012-02-08 Name: DOM VINOHRADNÍCKY     |
| ja   | Datei hochladen | Weinhauerhaus(sk) ObjektID: 605-3547/0     | Stará hora 996 Standort KG: Sebechleby Konskr.Nr.: 996   |                                                      |                                        | č. NKP: 605-3547/0 Stand des NKP: 2012-02-08 Name: DOM VINOHRADNÍCKY     |
| ja   | Datei hochladen | Weinhauerhaus(sk) ObjektID: 605-3548/0     | Stará hora 997 Standort KG: Sebechleby Konskr.Nr.: 997   |                                                      |                                        | č. NKP: 605-3548/0 Stand des NKP: 2012-02-08 Name: DOM VINOHRADNÍCKY     |
| ja   | Datei hochladen | Weinhauerhaus(sk) ObjektID: 605-3550/0     | Stará hora 999 Standort KG: Sebechleby Konskr.Nr.: 999   |                                                      |                                        | č. NKP: 605-3550/0 Stand des NKP: 2012-02-08 Name: DOM VINOHRADNÍCKY     |
| ja   | Datei hochladen | Weinhauerhaus(sk) ObjektID: 605-3551/0     | Stará hora 1000 Standort KG: Sebechleby Konskr.Nr.: 1000 |                                                      |                                        | č. NKP: 605-3551/0 Stand des NKP: 2012-02-08 Name: DOM VINOHRADNÍCKY     |
|      | Datei hochladen | Stall(sk) ObjektID: 605-3610/0             | Stará hora 1001 KG: Sebechleby Konskr.Nr.: 1001          |                                                      |                                        | č. NKP: 605-3610/0 Stand des NKP: 2012-02-08 Name: MAŠTAL                |
| ja   | Datei hochladen | Weinhauerhaus(sk) ObjektID: 605-3559/0     | Stará hora 1004 KG: Sebechleby Konskr.Nr.: 1004          |                                                      |                                        | č. NKP: 605-3559/0 Stand des NKP: 2012-02-08 Name: DOM VINOHRADNÍCKY     |
|      | Datei hochladen | Weinhauerhaus(sk) ObjektID: 605-3557/0     | Stará hora 1007 KG: Sebechleby Konskr.Nr.: 1007          |                                                      |                                        | č. NKP: 605-3557/0 Stand des NKP: 2012-02-08 Name: DOM VINOHRADNÍCKY     |
| ja   | Datei hochladen | Weinhauerhaus(sk) ObjektID: 605-3563/0     | Stará hora 1010 Standort KG: Sebechleby Konskr.Nr.: 1010 |                                                      |                                        | č. NKP: 605-3563/0 Stand des NKP: 2012-02-08 Name: DOM VINOHRADNÍCKY     |
| ja   | Datei hochladen | Weinhauerhaus(sk) ObjektID: 605-3564/0     | Stará hora 1011 Standort KG: Sebechleby Konskr.Nr.: 1011 |                                                      |                                        | č. NKP: 605-3564/0 Stand des NKP: 2012-02-08 Name: DOM VINOHRADNÍCKY     |
| ja   | Datei hochladen | Weinhauerhaus(sk) ObjektID: 605-3565/0     | Stará hora 1012 Standort KG: Sebechleby Konskr.Nr.: 1012 |                                                      |                                        | č. NKP: 605-3565/0 Stand des NKP: 2012-02-08 Name: DOM VINOHRADNÍCKY     |
| ja   | Datei hochladen | Weinhauerhaus(sk) ObjektID: 605-3566/0     | Stará hora 1016 Standort KG: Sebechleby Konskr.Nr.: 1016 |                                                      |                                        | č. NKP: 605-3566/0 Stand des NKP: 2012-02-08 Name: DOM VINOHRADNÍCKY     |
| ja   | Datei hochladen | Weinhauerhaus(sk) ObjektID: 605-3588/0     | Stará hora 1019 Standort KG: Sebechleby Konskr.Nr.: 1019 |                                                      |                                        | č. NKP: 605-3588/0 Stand des NKP: 2012-02-08 Name: DOM VINOHRADNÍCKY     |
| ja   | Datei hochladen | Weinhauerhaus(sk) ObjektID: 605-3611/2     | Stará hora 1020 Standort KG: Sebechleby Konskr.Nr.: 1020 |                                                      |                                        | č. NKP: 605-3611/2 Stand des NKP: 2012-02-08 Name: DOM VINOHRADNÍCKY     |
| ja   | Datei hochladen | Weinhauerhaus(sk) ObjektID: 605-3611/1     | Stará hora 1021 Standort KG: Sebechleby Konskr.Nr.: 1021 |                                                      |                                        | č. NKP: 605-3611/1 Stand des NKP: 2012-02-08 Name: DOM VINOHRADNÍCKY     |
| BW   | Datei hochladen | MAŠTAL ObjektID: 605-3584/0                | Stará hora 1023 Standort KG: Sebechleby Konskr.Nr.: 1023 |                                                      |                                        | č. NKP: 605-3584/0 Stand des NKP: 2012-02-08 Name: MAŠTAL                |
| BW   | Datei hochladen | Weinhauerhaus(sk) ObjektID: 605-3583/0     | Stará hora 1024 Standort KG: Sebechleby Konskr.Nr.: 1024 |                                                      |                                        | č. NKP: 605-3583/0 Stand des NKP: 2012-02-08 Name: DOM VINOHRADNÍCKY     |
| ja   | Datei hochladen | DOM VINOHRADNÍCKY ObjektID: 605-3582/0     | Stará hora 1025 Standort KG: Sebechleby Konskr.Nr.: 1025 |                                                      |                                        | č. NKP: 605-3582/0 Stand des NKP: 2012-02-08 Name: DOM VINOHRADNÍCKY     |
| ja   | Datei hochladen | Weinhauerhaus(sk) ObjektID: 605-3581/0     | Stará hora 1026 Standort KG: Sebechleby Konskr.Nr.: 1026 |                                                      |                                        | č. NKP: 605-3581/0 Stand des NKP: 2012-02-08 Name: DOM VINOHRADNÍCKY     |
| ja   | Datei hochladen | Weinhauerhaus(sk) ObjektID: 605-3580/0     | Stará hora 1027 Standort KG: Sebechleby Konskr.Nr.: 1027 |                                                      |                                        | č. NKP: 605-3580/0 Stand des NKP: 2012-02-08 Name: DOM VINOHRADNÍCKY     |
| ja   | Datei hochladen | Weinhauerhaus(sk) ObjektID: 605-3579/0     | Stará hora 1028 Standort KG: Sebechleby Konskr.Nr.: 1028 |                                                      |                                        | č. NKP: 605-3579/0 Stand des NKP: 2012-02-08 Name: DOM VINOHRADNÍCKY     |
| ja   | Datei hochladen | Weinhauerhaus(sk) ObjektID: 605-3577/0     | Stará hora 1030 Standort KG: Sebechleby Konskr.Nr.: 1030 |                                                      |                                        | č. NKP: 605-3577/0 Stand des NKP: 2012-02-08 Name: DOM VINOHRADNÍCKY     |
| ja   | Datei hochladen | Weinhauerhaus(sk) ObjektID: 605-3575/0     | Stará hora 1031 Standort KG: Sebechleby Konskr.Nr.: 1031 |                                                      |                                        | č. NKP: 605-3575/0 Stand des NKP: 2012-02-08 Name: DOM VINOHRADNÍCKY     |
| ja   | Datei hochladen | Weinhauerhaus(sk) ObjektID: 605-3573/0     | Stará hora 1033 Standort KG: Sebechleby Konskr.Nr.: 1033 |                                                      |                                        | č. NKP: 605-3573/0 Stand des NKP: 2012-02-08 Name: DOM VINOHRADNÍCKY     |
| ja   | Datei hochladen | Weinhauerhaus(sk) ObjektID: 605-3576/0     | Stará hora 1034 KG: Sebechleby Konskr.Nr.: 1034          | kamen                                                |                                        | č. NKP: 605-3576/0 Stand des NKP: 2012-02-08 Name: DOM VINOHRADNÍCKY     |
| ja   | Datei hochladen | Weinhauerhaus(sk) ObjektID: 605-3578/0     | Stará hora 1035 Standort KG: Sebechleby Konskr.Nr.: 1035 |                                                      |                                        | č. NKP: 605-3578/0 Stand des NKP: 2012-02-08 Name: DOM VINOHRADNÍCKY     |
| ja   | Datei hochladen | Weinhauerhaus(sk) ObjektID: 605-3574/0     | Stará hora 1036 Standort KG: Sebechleby Konskr.Nr.: 1036 |                                                      |                                        | č. NKP: 605-3574/0 Stand des NKP: 2012-02-08 Name: DOM VINOHRADNÍCKY     |
| ja   | Datei hochladen | Weinhauerhaus(sk) ObjektID: 605-3569/0     | Stará hora 1039 Standort KG: Sebechleby Konskr.Nr.: 1039 |                                                      |                                        | č. NKP: 605-3569/0 Stand des NKP: 2012-02-08 Name: DOM VINOHRADNÍCKY     |
| ja   | Datei hochladen | Weinhauerhaus(sk) ObjektID: 605-3568/0     | Stará hora 1040 Standort KG: Sebechleby Konskr.Nr.: 1040 |                                                      |                                        | č. NKP: 605-3568/0 Stand des NKP: 2012-02-08 Name: DOM VINOHRADNÍCKY     |
| ja   | Datei hochladen | Weinhauerhaus(sk) ObjektID: 605-3567/0     | Stará hora 1041 Standort KG: Sebechleby Konskr.Nr.: 1041 |                                                      |                                        | č. NKP: 605-3567/0 Stand des NKP: 2012-02-08 Name: DOM VINOHRADNÍCKY     |
| ja   | Datei hochladen | Weinhauerhaus(sk) ObjektID: 605-3572/0     | Stará hora 1043 KG: Sebechleby Konskr.Nr.: 1043          |                                                      |                                        | č. NKP: 605-3572/0 Stand des NKP: 2012-02-08 Name: DOM VINOHRADNÍCKY     |
| ja   | Datei hochladen | Weinkeller(sk) ObjektID: 605-3570/0        | Stará hora 1045 Standort KG: Sebechleby Konskr.Nr.: 1045 |                                                      |                                        | č. NKP: 605-3570/0 Stand des NKP: 2012-02-08 Name: PIVNICA VINOHRADNÍCKA |
| ja   | Datei hochladen | Weinhauerhaus(sk) ObjektID: 605-3571/0     | Stará hora 1046 Standort KG: Sebechleby Konskr.Nr.: 1046 |                                                      |                                        | č. NKP: 605-3571/0 Stand des NKP: 2012-02-08 Name: DOM VINOHRADNÍCKY     |
| ja   | Datei hochladen | Weinhauerhaus(sk) ObjektID: 605-3556/0     | Stará hora 1070 KG: Sebechleby Konskr.Nr.: 1070          |                                                      |                                        | č. NKP: 605-3556/0 Stand des NKP: 2012-02-08 Name: DOM VINOHRADNÍCKY     |
| ja   | Datei hochladen | Weinhauerhaus(sk) ObjektID: 605-3586/0     | Stará hora 1083 Standort KG: Sebechleby Konskr.Nr.: 1083 |                                                      |                                        | č. NKP: 605-3586/0 Stand des NKP: 2012-02-08 Name: DOM VINOHRADNÍCKY     |

## Legende
Die Tabelle enthält im Einzelnen folgende Informationen:
| Foto:                    | Fotografie des Denkmals. |
| Denkmal / č. ÚZPF:       | Die Übersetzung der Bezeichnung des Denkmals, wie sie vom Slowakischen Denkmalamt (Pamiatkový úrad Slovenskej republiky) verwendet wird. Die Originalbezeichnung ist unter dem Fragezeichen angegeben. Fehlt die Übersetzung, so wird die Originalbezeichnung direkt angezeigt. Weiters ist die Objekt-Identifikationsnummer (Objekt ID) angeführt. Sie ist die offizielle, in der Slowakei eindeutige Nummer č. ÚZPF inklusive der zugehörigen Zählnummer, wie sie in den Daten des Denkmalamtes angegeben wird. Da diese nur innerhalb eines Landkreises gezählt wird, ist dessen Nummer der Denkmalnummer vorangestellt. |
| Standort:                | Wenn in der Liste vorhanden, ist die Adresse angegeben. In Klammern kann sich noch eine zusätzliche Adresse befinden, wenn es beispielsweise ein Eckhaus ist. Bei freistehenden Objekten ohne Adresse (zum Beispiel bei Bildstöcken) ist eine Adresse angegeben, die in der Nähe des Objekts liegt. Durch Aufruf des Links Standort wird die Lage des Denkmals in verschiedenen Kartenprojekten angezeigt. Darunter sind die Katastralgemeinde (KG) und, wenn vorhanden, die Konskriptionsnummer (Konskr. Nr.) angegeben.                                                                                                   |
| Offizielle Beschreibung: | Es ist die Kurzbeschreibung auf Slowakisch, wie sie in den offiziellen Listen angegeben ist, eingetragen. |
| Beschreibung:            | Kurze Angaben zum Denkmal auf Deutsch. |
| Metadaten:               | Zusätzlich werden, wenn in den persönlichen Einstellungen das Helferlein Dauerhaftes Einblenden von Metadaten aktiviert ist, ebensolche angezeigt. |

- Karte mit allen Koordinaten:
- OSM |
- WikiMap